# Шушинская государственная художественная галерея
Шушинская государственная художественная галерея (азерб. Şuşa Dövlət Rəsm Qalereyası) — картинная галерея, функционировавшая с 1982 по 1992 год в Шуше, Азербайджанская ССР. После взятия Шуши армянскими силами в 1992 году музей был закрыт. Само здание какое-то время находилось в запустении.

## История
Шушинская государственная картинная галерея была открыта в 1982 году. Директором был назначен член Союза художников, заслуженный работник культуры Ровшан Байрамов. Галерея располагалась в доме Зохраббековых и состояла из десяти залов.
В фонде галереи были представлены иллюстрации видного представителя азербайджанского миниатюрного искусства XIX века, художника и каллиграфа Мир Мохсуна Навваба Карабаги, сделанные к своим книгам, а также образцы декоративно-прикладного искусства.
В коллекции музея было собрано около 200 произведений искусства. В фонде картинной галереи представлено 50 живописных и 30 графических работ. По инициативе галереи в картинах нашли отражение исторические памятники и пейзажи Шуши. При галерее работает группа молодых талантов. Изделия ручной работы учащихся были удостоены высоких мест и наград на республиканских и всесоюзных выставках. Выставки регулярно организуются каждый год. В 2013 году выставка, подготовленная Шушинской художественной галереей, была показана в Италии.
Согласно азербайджанским данным, в 1992 году во время Первой карабахской войны и до взятием Шуши армянскими силами из галереи удалось вывезти только 8 работ.
После 1992 года галерея функционировала в Баку по адресу ул. Идаятзаде, д. 16. За 28 лет количество произведений в коллекции Шушинской государственной художественной галереи достигло 600.